# Javier Torrente
Javier Luis Torrente (Rosario, 8 de junio de 1969) es un director técnico de fútbol argentino.  Actualmente sin club.
Es hermano del también entrenador Diego Torrente, con quien trabaja frecuentemente.

## Trayectoria

### Inicios
Nació en Rosario 8 de junio de 1969, inició su carrera deportiva en 1996 como asistente técnico de Marcelo Bielsa en el Atlas de México, donde se dedicaron a potenciar la cantera del equipo. Después de declinar la oferta de dirigir la selección de México, regresan a Argentina para dirigir a Vélez Sarfield a mediados de 1997, donde ocupan la cuarta casilla del torneo apertura y posteriormente en el clausura en 1998 ganan holgadamente la liga argentina.
Después de su exitoso paso por Vélez, ambos emigraron al España para dirigir al RCD Espanyol de la primera división, donde solo estuvieron un pequeño periodo de 2 meses ya que Marcelo Bielsa aceptó ser el director técnico de la selección Argentina en reemplazo de Daniel Passarella.
Llegaron en octubre de 1998 para dirigir la selección absoluta de Argentina, en la cual logró romper todos los registros en goles anotados, goles recibidos y partidos ganados, por lo cual en el 2001 fue catalogado como el seleccionador nacional del mundo, posteriormente después de clasificar de primero en la eliminatoria, Argentina quedó eliminado en la fase de grupos tras ganar a Nigeria, perder ante Inglaterra y empatar con Suecia, pero aun así el cuerpo técnico fue ratificado en su cargo.
En el 2004 Bielsa asistido por Torrente llevó a Argentina a la final de la Copa América en Perú, donde cayeron 4-2 en penales contra Brasil, meses después se coronó campeón en los juegos Olímpicos en 2004 ganando todos los partidos, Posteriormente en el 2006 en plena eliminatoria Marcelo Bielsa decide renunciar a la selección Argentina por problemas personales, hasta aquí llegaba Torrente como asistente técnico del Loco Bielsa.

### Cerro Porteño
En julio de 2007, Torrente decide lanzarse como técnico y asume las riendas del Cerro Porteño de Paraguay el 10 de julio de ese año. En su primer torneo, consigue el subcampeonato del Torneo Clausura, sumando 49 puntos. El campeón de dicho certamen fue Libertad con 55 puntos. En el año 2008 fue eliminado en la fase previa de la Copa Libertadores ante el Cruzeiro de Brasil. Su ciclo en Cerro Porteño finalizó el 27 de abril de 2008 tras los malos resultados en el torneo local.

### Coronel Bolognesi
Posteriormente fue al Coronel Bolognesi del fútbol peruano. En noviembre después de 5 meses de trabajo renuncia por malos resultados y problemas con el grupo de jugadores.

### Libertad
El 2 de enero de 2009 llega a Libertad quien acaba de obtener su cuarto título consecutivo, en el primer campeonato Libertad se ubica segundo a 4 puntos de Cerro Porteño, sumó 42 puntos, resultado de 12 victorias, 6 empates y 4 derrotas, para un rendimiento del 63%.
Quería revancha, pero en el segundo semestre fue el Nacional quien se atravesó en el camino, en la última fecha, Libertad y Nacional llegaban igualados con 40 puntos, Nacional rescataba un empate de local, mientras Libertad cayó 1-0 ante Tacuary, relegando de nuevo un subcampeonato para Torrente que veía como se le escurría el título entre las manos, Torrente ganó 12 partidos, empató 4 y perdió 6 para un rendimiento del 60%.
Participación en Copas con Libertad
Libertad fue primero en el grupo 8 de la Copa Libertadores con 12 puntos, grupo que compartió con San Luis, Universitario y San Lorenzo de Almagro, en Octavos de final fue eliminado por Estudiantes por marcador global de 3-0, Estudiantes posteriormente sería campeón de la Copa.
Libertad fue eliminado por Liga de Quito en la primera fase de la Copa Sudamericana, por un marcador global de 2-1 a favor de los ecuatorianos, Liga posteriormente se consagraría campeón del certamen.
Torrente fue destituido a finales de marzo de 2010, después de empatar 1-1 contra Lanús por la Copa Libertadores, pese a que con ese resultado asumía en solitario la punta del grupo 4 de la Copa Libertadores, pero su irregular andar en el torneo local donde se ubicaba sexto hizo que Torrente saliera del club.

### Regreso a Cerro Porteño
El 11 de junio de 2010 después de su paso por Libertad Javier vuelve a Cerro Porteño equipo del cual salió mal con la hinchada años atrás, realizó una excelente campaña con un rendimiento del 70% , producto de 13 victorias, 7 empates y 2 derrotas, pero su antiguo club Libertad se llevaba la corona superándolo por 3 puntos.
En la Copa Sudamericana es eliminado en la segunda fase a manos de Universitario de Sucre de Bolivia, por un marcador global de 3-2.
Fue despedido el 14 de febrero de 2011 por la fuerte presión ejercida por los hinchas y la decisión unánime de la junta directiva, tras empatar en las primeras 2 jornadas del fútbol Paraguayo, a pesar de que en Copa Libertadores sumaba una victoria y un empate.

### Newell's Old Boys
En abril de 2011 llega a Rosario para dirigir al equipo del cual es hincha, después de la renuncia de Roberto Sensini llega al equipo Rojinegro, dirigió 9 partidos donde logró 3 victorias, 2 empates y 4 derrotas, terminando penúltimo, debido también a la mala campaña de Sensini.
Para el segundo semestre del 2011 las cosas no iban a cambiar mucho, en 9 partidos jugados, sólo obtuvo una victoria, sumando además 6 empates y dos derrotas los que desencadenó su renuncia a finales de septiembre del 2011.

### Nacional de Asunción
En enero de 2012 regresa a Paraguay, pero esta vez para dirigir a Nacional sin mucha suerte, el técnico quedó eliminado en fase de grupos de la Copa Libertadores y se encontraba a 11 puntos del líder en el rentado local, ubicado en la tercera casilla, por lo cual decidió renunciar a mediados de abril ya que no se cumplieron los objetivos.

### Cobreloa
No había transcurrido tres días de haber renunciado a Nacional y Torrente ya había sido anunciado como nuevo técnico de Cobreloa de Chile, club que se encontraba en crisis deportiva. Logró clasificar a Cobreloa a los playoffs del torneo apertura Chileno, ingresando de octavo, pero posteriormente fue eliminado por la U de Chile, para el segundo semestre, no logra clasificar a los 8 mejores ocupando el puesto 12 con 20 puntos a tres del octavo y decide inmediatamente renunciar a su cargo alegando que no se cumplieron los objetivos.
Después de 6 años donde dirigió 6 equipos distintos, decide hacer una pausa en su carrera y en el 2013 se lanza a la política aspirando ser concejal en su ciudad natal, algo que no prosperó.

### Olympique de Marsella
Mientras que Javier Torrente intentaba hacerse un lugar en el fútbol suramericano, su mentor Marcelo Bielsa se llenaba de victorias haciendo historia en la selección chilena jugando el mundial del 2010 dejando una grata presentación, luego pasó al Athletic Club donde consiguió llegar a dos finales, Copa del Rey y Europa League, pero perdió la final a manos de Barcelona y Atlético de Madrid.
En mayo de 2014 Bielsa es confirmado como nuevo director técnico del Olympique de Marsella y con él, llegaba de nuevo Javier Torrente como miembro del cuerpo técnico, en esta temporada que recién terminó se ubicó cuarto, en puesto de Europa League.

### Once Caldas
El lunes 26 de mayo del 2015 mediodía el presidente del Once Caldas, Rafael Antonio Castañeda, oficializó su llegada como el nuevo técnico del equipo para los próximos 12 meses, en un vídeo publicado a través de las redes sociales del conjunto manizaleño, el directivo confirmó la contratación del estratega argentino. En agosto de 2016, renunció al equipo colombiano.

### León
Luego de renunciar al Once Caldas, es anunciado como el flamanante entrenador del Club León de la Primera División de México.

### Everton de Viña del Mar
El 2 de junio de 2018, Torrente fue confirmado como el nuevo técnico de Everton de Viña del Mar reemplazando al recién despedido Pablo Sánchez. Debutó en los partidos contra Cobresal (ida y vuelta) por la Copa Chile de ese año, donde el cuadro oro y cielo empató 1-1 global y luego quedó eliminado del torneo tras definición por penales por 4-5.
Llegó a dirigir la plantilla con 9 puntos conseguidos de 45 posibles, por lo que conseguir la permanencia parecía una tarea compleja. Sin embargo, y a pesar de la dificultad que se presentaba, los viñamarinos consiguieron hilar 4 triunfos en Sausalito, de los cuales 3 de ellos fueron ante los punteros del campeonato. Al final del torneo Everton se ubicó en la 11 posición salvándose del descenso en la última fecha. 
El 4 de diciembre de 2018, abandona el equipo motivado por proyectos personales.

### Monarcas Morelia
El 28 de febrero del 2019, fue nombrado nuevo D.T. de Monarcas Morelia, sustituyendo a Roberto Hernández, lo que sería su regreso a la Liga MX después de 2 años de no dirigir en México. En el 2017 había sido destituido del Club León. Con Monarcas no obtuvo buenos resultados al cosechar 2 victorias en 23 partidos por lo que el 18 de agosto de 2019 fue cesado de su cargo.

## Estadísticas como entrenador
| Club                      | País      | Año       | PD  | G   | E  | P   | Rendimiento |
| ------------------------- | --------- | --------- | --- | --- | -- | --- | ----------- |
| Cerro Porteño             | Paraguay  | 2007-2008 | 62  | 36  | 12 | 14  | 64.51%      |
| Coronel Bolognesi         | Perú      | 2008      | 24  | 8   | 4  | 12  | 38.89%      |
| Libertad                  | Paraguay  | 2009-2010 | 17  | 10  | 5  | 2   | 68.62%      |
| Cerro Porteño             | Paraguay  | 2010-2011 | 27  | 13  | 10 | 4   | 60.49%      |
| Newell's Old Boys         | Argentina | 2011      | 18  | 4   | 8  | 6   | 37.03%      |
| Nacional                  | Paraguay  | 2012      | 16  | 7   | 1  | 8   | 45.83%      |
| Cobreloa                  | Chile     | 2012      | 26  | 10  | 4  | 12  | 43.59%      |
| Once Caldas               | Colombia  | 2015-2016 | 25  | 12  | 6  | 7   | 56%         |
| León                      | México    | 2016-2017 | 47  | 21  | 10 | 16  | 51.77%      |
| Everton                   | Chile     | 2018      | 15  | 7   | 4  | 4   | 55.56%      |
| Morelia                   | México    | 2019      | 16  | 4   | 5  | 7   | 35.42%      |
| Everton                   | Chile     | 2019-2020 | 29  | 9   | 11 | 9   | 43.67%      |
| K. Beerschot V. A.        | Bélgica   | 2021-2022 | 21  | 5   | 3  | 13  | 28.57%      |
| Deportes Antofagasta      | Chile     | 2022      | 21  | 7   | 3  | 11  | 38.09%      |
| Universidad de Concepción | Chile     | 2024      | 26  | 10  | 8  | 8   | 48.72%      |
| Total                     | Total     | Total     | 390 | 163 | 94 | 133 | 49.82%      |

## Polémicas
A pesar de que su equipo estaba arriba en el marcador 1-0 frente al Junior (luego empató Vladimir Hernández de tiro penalti para poner el 1-1), el técnico del Once Caldas tuvo una reacción airada luego de que el árbitro Luis Sánchez lo expulsara. Javier Torrente había reclamado un supuesto penalti para su equipo, y el juez central lo mandó a las graderías. El argentino encaró a Sánchez y tras ser expulsado estalló con una violenta reacción, en la que lanzó patadas, empujó al cuarto árbitro y hasta se quitó la acreditación de Dimayor para arrojarla al suelo.
El sábado 26 de agosto de 2017, durante el encuentro entre Santos Laguna y León, en el que el resultado fue favorable para la "Comarca Lagunera" 2 a 1, Javier Torrente en conferencia de prensa, aseguró que no le importaba lo que la afición pensara de su trabajo, un comentario presuntamente generador de su despedida como Director Técnico del conjunto Leonés.